# Bachkören
Bachkören (f.d. Adolf Fredriks Bachkör) grundades 1964 av Anders Öhrwall med barockmusik som specialitet. Kören var till 1999 verksam i Adolf Fredriks församling i Stockholm. 2003–2006 var körens hemvist Sundbybergs församling och 2007–2008 var den en fristående ensemble. År 2009 upphörde verksamheten.

## Dirigenter
- 1964–2000: Anders Öhrwall
- 2002–2003: Fredrik Malmberg
- 2003–2009: Mats Nilsson

## Diskografi
- Johann Sebastian Bach: Highlights
- Johann Sebastian Bach: Kantater och Magnificat
- Johann Sebastian Bach: 6 motetter
- Johann Sebastian Bach: Mässa h-moll
- Johann Sebastian Bach, Georg Friedrich Händel, Heinrich Schütz, körer och arior
- Georg Friedrich Händel: Alexander's Feast
- Georg Friedrich Händel: Dixit Dominus
- Georg Friedrich Händel: Gloria, Dixit Dominus
- Georg Friedrich Händel: Messias
- Georg Friedrich Händel: Ode for St Cecilia's Day
- Johan Helmich Roman: Then Svenska Messan
- Aftonpsalm och julesång med Håkan Hagegård
- Den blomstertid nu kommer, psalmer och visor
- En klassisk jul
- Gläd dig, Mariamusik
- Hosianna, julmusik, med Anne Sofie von Otter
- Härlig är jorden, "Gaudete"
- Änglastämmor, herdarop, julmusik, med Peter Mattei